# Измайлово (Вологодская область)
Измайлово — деревня в Вологодском районе Вологодской области.
Входит в состав Семёнковского сельского поселения, с точки зрения административно-территориального деления — в Семёнковский сельсовет.
Расстояние по автодороге до районного центра Вологды — 21 км, до центра муниципального образования Семёнково — 13 км. Ближайшие населённые пункты — Красково, Семшино, Дурасово, Щетинино, Чемоданово, Яковлевское.
По данным переписи в 2002 году постоянного населения не было.